# 자정 이후
"자정 이후"(After Midnight)는 한국에서 제작된 김인수 감독의 1994년 영화이다. 고현제 등이 주연으로 출연하였고 백범진 등이 제작에 참여하였다.

## 출연

### 주연
- 고현제
- 이제락
- 채진영

### 조연
- 박준혜
- 김창현
- 이지민
- 국정환
- 송금식
- 최민
- 나갑성
- 정직한
- 유혜련
- 이주헌
- 이인영

## 기타
- 촬영부: 이동국
- 촬영부: 성종무
- 촬영부: 이재철
- 촬영부: 이상진
- 촬영부: 오영석
- 촬영부: 정근영
- 조명: 신준하
- 조명부: 양승규
- 조명부: 조성각
- 조명부: 최정은
- 조명부: 조재범
- 조감독: 서석호
- 연출부: 백형준
- 연출부: 김원복
- 주제가: 이제락
- 주제가: 김보라나